# Sylvilagus mansuetus
O Coelho-de-São-José (Sylvilagus mansuetus) é um leporídeo endêmico do México.